# Molecular and Cellular Endocrinology
Molecular and Cellular Endocrinology is een internationaal, aan collegiale toetsing onderworpen wetenschappelijk tijdschrift op het gebied van de celbiologie en de endocrinologie. De naam wordt in literatuurverwijzingen meestal afgekort tot Mol. Cell. Endocrinol. Het wordt uitgegeven door Elsevier en verschijnt 34 keer per jaar. Het eerste nummer verscheen in 1974.